# Antoine Sirmond
Pour les articles homonymes, voir Sirmond.
Antoine Sirmond (1591 à Riom - 1643 à Paris) est un théologien jésuite du XVIIe siècle.

## Biographie
Il est le neveu du jésuite Jacques Sirmond et un des oncles maternels de Mgr Soanen, prédicateur du roi puis évêque de Senez, janséniste.
Il écrit sur la morale et s'attire les critiques de Blaise Pascal (dans sa 10e Provinciale) : Extraits de quelques erreurs d'Antoine Sirmond, jésuite (1641).
Il est l'auteur de plusieurs ouvrages :
- Démonstration de l’immortalité de l’âme, tirée des principes de la nature, fortifiée de ceux d’Aristote, Paris, Soly, 1637.
- La défense de la vertu, Paris, Huré, 1641